# Капітан Гак

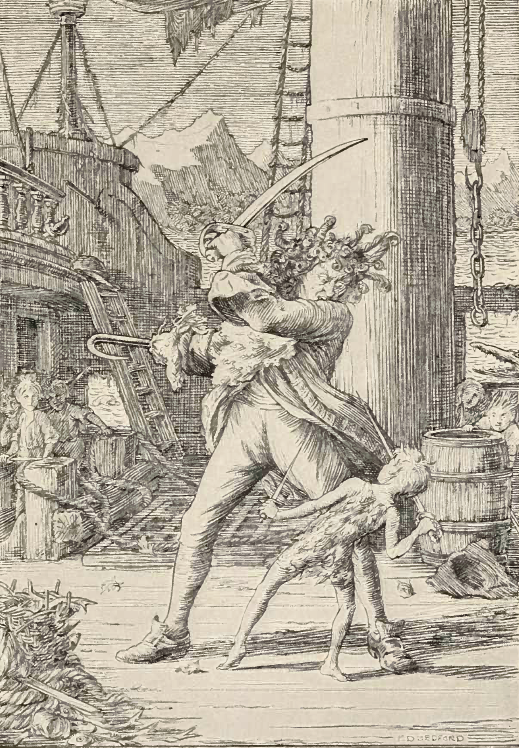
Ілюстрація Френсіса Донкіна Бедфорда 1912 року

Джеймс Гак (англ. James Hook), більш відомий як Капітан Гак, себе називає Джез Гак — головний антагоніст книги Джеймса Баррі «Пітер Пен», капітан піратів з острова Неверленд або Небувалія і заклятий ворог Пітера Пена.
Капітана Гака і містера Дарлінга зазвичай грає один і той же актор, а дослідники відзначають, що обидва вони займаються в першу чергу отриманням прибутку, що опонують Пітеру.

## Капітан Гак в книзі
У книзі Баррі Гак описується так:
Хоча в тексті раз у раз згадується, що Гак злий, жорстокий і похмурий, автор не обходить увагою і такі якості капітана, як сміливість, діяльність розуму і здатність до милосердя — правда, нереалізовану. Капітан самотній і часто буває пригнічений, у нього немає друзів. Одним з визначальних його життя стало прагнення зберегти «хорошу форму», не втратити обличчя.
Біографія Джеймса Гака не дуже докладна. Відомо, що він народився в пристойній родині і одержав гарну освіту. Став капітаном корабля «Веселий Роджер», прославився як пірат. В одному з боїв з Пітером Пеном втратив праву руку і з тих пір користується протезом у вигляді гака. Так як відрубану руку Джеймса Пітер Пен згодував Крокодилу, у Гака розвинулася фобія — він смертельно боїться цього крокодила. Капітан весь час старався погубити Пена (з помсти через руку, але й тому, що зухвалість вічного хлопчаки будила в Гаку жахливий гнів), але йому це не вдавалося. У підсумку, програвши бій з Пітером фактично, але вигравши його морально — змусивши Пітера показати «погану форму», Джеймс сам стрибнув за борт, де його й проковтнув крокодил.

## Капітан Гак в радянському телефільмі «Пітер Пен»
У фільмі Нечаєва роль Джеймса Гака виконує Олександр Трофімов. Зовнішність Гака досить близька до описаної в книзі, хоча волосся капітан заплітає в косу, а не завиває. Згадується, що Гак, на відміну від всіх членів своєї зграї, народився не тринадцятого в п'ятницю, а в понеділок.
Зберігши харизматичність, Джеймс Трофімова виявляє набагато менше позитивних якостей, ніж його книжковий прототип. Мотивація Джеймса — не підтримка «гарної форми», збереження особи, а бажання бути самим знаменитим і страшним. Він ненавидить хлопчаків і Пітера Пена в основному за те, що вони його не бояться, і вважає, що навіть якщо ця ненависть — прояв душевної хвороби, лікуватися від неї не варто. Цікаво, що історичний поєдинок з Пітером Пеном, після якого за Гаком стала полювати крокодилиця, у них стався у вигляді гри в шахи на березі моря, причому Гак намагався шахрувати, сховавши у воді фігуру, за що і поплатився рукою, яку крокодил відкусив. У фінальній битві з Пітером він падає за борт випадково, промахнувшись.

## Капітан Гак воднойменному фільмі
Практично збережено неоднозначний образ персонажа книги Баррі, за винятком зовнішності — Гак у виконанні Хоффмана смаглявий і темноокий, а його протез тут знаходиться на лівій, а не на правій руці (можливо через те, що актор правша). Ще однією відмінністю є те, що волосся у Гака тут майже немає і тому він носить перуку, ідентичний його волоссю в молодості. Це може бути пов'язано з тим, що Гак постарів і тепер схожий на моложавого барона, ніж на пірата.
У фільмі Гак, очевидно, залишився в живих після фінальної зустрічі з Крокодилом, з якого потім було зроблено опудало з годинником в зубах. Але у нього тепер з'явився новий страх — годинник, їх цокання, пов'язаний зі старим страхом перед крокодилом, який попереджав про своє прибуття цоканням годин. Тут Гак постає не стільки дорослим, скільки старим, боїться своєї старості — і тому злим і жорстоким. Так само мріє взяти верх над Пітером Пеном і вважає зрадою той факт, що Пітер став дорослим. У фінальній сутичці з ним зазнає поразки, але намагається підступно вбити Пітера, який його помилував. Зазнавши невдачі, зникає під опудалом Крокодила, що звалилося на нього. При цьому чути відрижку, тому можливо, що опудало з'їло Гака.

## Капітан Гак у фільмі П. Дж. Хогана «Пітер Пен»
Зовнішність Гака у фільмі найбільш наближена до опису Баррі. Його роль виконує Джейсон Айзекс, також зіграв містера Дарлінга. Проте характер, що зберіг основні риси оригіналу, все ж має суттєві відмінності. Джеймс Айзекса — персонаж швидше романтичний, у всякому разі, його проблема — не зберегти обличчя, «хорошу форму», а скоріше почуття до Пітера Пена, складні та болючі настільки, що у Гака залишається лише одне прагнення — знищити хлопчиська. Гак Айзекса взагалі більш чутливий і менш замкнутий, ніж книжковий образ, він навіть якийсь час викликає симпатію у Венді, яку він намагається зробити членом своєї команди. Фінальне протистояння його з Пітером Пеном закінчується тим, що Гак визнає свою поразку, старість, після чого його з'їдає крокодил.

## Капітан Гак в серіалі «Якось у казці»
У цьому серіалі зовнішність і історія Гака майже не збігаються з книжковими. Його роль виконує Колін О'Донох'ю, він вперше з'являється у другому сезоні і відразу стає одним з головних персонажів. У серіалі його справжнє ім'я — Кілліан Джонс, і він родом з нашого світу. Піратом став в результаті смерті його брата і винив у цьому короля. У нього був роман з дружиною Румпельштільцхена , Мілою, яка заради нього втекла від чоловіка і сина Белфайра, інсценувавши смерть. Коли Белфайр зник у невідомість, Румпельштільцхен (вже став чаклуном) дізнався правду про дружину і вбив її. У поєдинку з Джонсом він відрубав йому ліву руку, і Джонс спробував помститися, убивши Румпельштільцхена залізним гаком, але Румпельштільцхен виявився невразливий до цього. Після цього Джонс перетворив той гак у протез і взяв собі ім'я «Капітан Гак». Разом зі своєю командою відпливає в Небувалію, щоб там придумати гідну помсту Румпельштільцхену. Там він познайомився зі Зниклими хлопцями, але Пітера Пена не зустрічав. Через деякий час в Нетландію потрапляє Белфайр, занесений туди з Лондона тінню Пітера Пена. Гак бере його під опіку і прив'язується до нього, але в підсумку Бей дізнається правду. Гак зізнається, що вони з Мілою хотіли забрати його до себе, коли він підросте, але Бей відмовляється і йде. По поверненню в Зачарований ліс, після невдалої спроби вбивства Белль він був найнятий королевою Реджиною (мачухою Білосніжки), щоб потрапити в Країну Чудес і вбити Кору — мати Реджини, яка стала Королевою Черв'яків. Однак Кора викрила Гака і уклала з ним угоду: він візьме її з собою живою, щоб вона дізналася причини для своєї смерті. Реджина, дивлячись на нібито мертву матір, зізнається їй, що зробила це тому, що любить матір, а любов — це слабкість (так її вчила сама Кора). Зрозумівши, що Реджина скоро активує своє прокляття, Кора створює в частині Зачарованого лісу силове поле, яке не дасть прокляттю зачепити цю частину лісу, тим не менше, їм доводиться чекати 28 років, поки час залишається замороженим. Коли прокляття зруйновано, Гак і Кора потрапляють в Сторібрук. Однак він розривається між двома сторонами, так як його хвилює лише помста Румпельштільцхену. У підсумку він, завдяки Еммі Свон, головній героїні серіалу, і її сина Генрі (батько якого Белфайр) змінюється зсередини і відмовляється від помсти, вирішивши допомогти героям в порятунку Генрі і битві з Пітером Пеном. Після смерті Міли він вважав, що вже не зможе коли-небудь полюбити, але закохується в Емму
Хоча у серіалі Гак втратив руку не так, як у книзі, оригінальна історія обіграна тим фактом, що Гак вважає Румпельштільцхена схожим на крокодила через те, що після перетворення в чаклуна його обличчя стало золотистим і лускатим.

## Капітан Гак у фільмі «Пен: Подорож в Небувалію»
У цьому фільмі Гак у виконанні Гаррета Хедлунда представлений молодим і одним з головних героїв. Тут його особистість і біографія повністю змінена, і до того ж у нього дві руки. Він союзник Пітера Пена, так як лиходій у цьому фільмі пірат Чорна борода, в шахті якого він працює. Також він відчував симпатію до Тигрової Лілії.